# Arley Betancourth
Arley Betancourth (El Cerrito, Valle del Cauca, 4 de marzo de 1975) es un exfutbolista colombiano. Jugaba como mediocampista y está inactivo desde el año 2005.
Se destacó por su paso con el Deportivo Cali al final de la década de los 90 y a mediados del 2003 jugó con el Centauros Villavicencio.

## Trayectoria
Luego de llegar procedente de la Escuela de Fútbol Carlos Sarmiento Lora, tuvo sus primeras apariciones con el equipo profesional del Deportivo Cali en 1993, con la venia del técnico argentino José 'Piojo' Yudica.
Oriundo de El Cerrito (Valle), Betancourth o 'Garequita', como se le conocía desde su paso por las selecciones Valle por utilizar un peinado muy similar al del ex artillero americano Ricardo Gareca, empezaba a sonar fuerte como un candidato a heredar la número 10 de Carlos Valderrama.
Fue jugador pilar en la estructura táctica que montó José "Cheché" Hernández en la gran campaña de 1998. En 1999 se marchó para el fútbol de Argentina, fichado por Lanús de la Primera División, donde brilló en sus inicios pero se fue perdiendo de la formación titular ante el continuo cambio de técnicos del equipo 'granate'.
Regresó a Colombia, donde continuó su carrera jugando para equipos como América de Cali, Los Millonarios y Deportivo Pereira. 

## Finalista con el Deportivo Cali Copa Libertadores 1999
Arley Betancourth se destacó como volante creativo del Deportivo Cali, llevándolo a la final del fútbol colombiano y a la final de la Copa Libertadores, la cual se perdió en la lotería de los penales.
Un volante de gran rapidez, regate y habilidad mental, jugador especial para el entonces técnico del Deportivo Cali José "Cheché" Hernández, usando el sistema de 5 volantes, 4 mixtos, un 10 de gran ataque que era Arley Betancourth y un delantero con todas las características oomo Victor Bonilla.
Para la selección de mayores tuvo un buen rendimiento, demostrado especialmente en un partido contra Alemania. Este jugador pudo haber sido un excelente reemplazo del talentoso Carlos "el Pibe" Valderrama, pero su punto débil era su carácter conflictivo, aunque no cabe la menor duda de que tenía un estilo de juego exquisito.
En el 2017 Arley da una entrevista donde aclara que su prematura retirada fue causada por las lesiones, y que contrario a lo que se afirmaba, fue un jugador extremadamente disciplinado ya que prácticamente jugaba lesionado.
Entrevista elpais.com.co (2017)
¿Cómo fue jugar con ese dolor?
"Es que yo escuchaba comentarios de gente que no sabe, que decía que yo me fui temprano del fútbol por indisciplina, cuando al contrario, yo duré fue por disciplinado. Cuando me lesioné los médicos me daban una vida deportiva de 24 años y jugué como hasta los 29. Era el primero en llegar a los entrenos a fortalecer la rodilla y el último en irme."
Fuente:
Mi amor por el Deportivo Cali es único”: Arley Betancourt

## Selección nacional
Betancourth hizo parte de la Selección de fútbol de Colombia en la Copa Mundial de Fútbol Juvenil de 1993, donde marcó un gol de tiro penal contra Rusia en la fase de grupos.
Uno de los hechos que marcó para siempre la carrera de Arley Betancourth ocurrió en el torneo de fútbol de los Juegos Panamericanos de 1995, realizados en Mar del Plata (Argentina). En el partido contra México, luego de ser amonestado por el árbitro costarricense Ronald Elías Gutiérrez, el futbolista le lanzó un puñetazo al juez. Como castigo, la FIFA lo sancionó con dos años de inactividad, el castigo más amplio para un futbolista colombiano en todos los tiempos.

### Participaciones enCopas del Mundo
| Mundial                | Sede      | Resultado      | PJ | GA | Asis |
| ---------------------- | --------- | -------------- | -- | -- | ---- |
| Mundial Sub-20 de 1993 | Australia | Fase de grupos | 1  | 1  | 0    |

### Participaciones enCopas América
| Torneo            | Sede     | Resultado        | PJ | GA | Asis |
| ----------------- | -------- | ---------------- | -- | -- | ---- |
| Copa América 1999 | Paraguay | Cuartos de final | 3  | 0  | 1    |

## Palmarés

### Campeonatos nacionales
| Título           | Club            | País     | Año     |
| ---------------- | --------------- | -------- | ------- |
| Primera División | Deportivo Cali  | Colombia | 1995/96 |
| Primera División | Deportivo Cali  | Colombia | 1998    |
| Primera División | América de Cali | Colombia | 2000    |